# Catholic News Agency
Catholic News Agency (Katolička novinska agencija; CNA) je novinska služba u vlasništvu Eternal Word Television Network (EWTN) koja pruža vijesti vezane uz Katoličku Crkvu globalnoj anglofonoj publici. Osnovana je 2004. godine u Denveru, Colorado (SAD), kao engleski odjel svjetske ACI grupe, koja objavljuje španjolski novinski servis ACI Prensa. EWTN ga je preuzeo 2014. godine te se sada sjedište nalazi u Washingtonu, DC.
Godine 2011., CNA je izjavio da će njegovi urednici pružati besplatne vijesti, članke, komentare i fotoreportaže urednicima novina.

## Rukovodstvo
Od studenog 2023. glavni urednik CNA-e je Ken Oliver-Méndez, bivši direktor specijaliziranih medija u Bijeloj kući i urednik vijesti na NBC Radiju, među ostalim pozicijama u novinarstvu i javnoj politici.